# Max Schellenberg
Max Schellenberg (* 6. Oktober 1927 in Hittnau; † 26. Mai 2000 ebenda) war ein Schweizer Radrennfahrer.

## Sportliche Laufbahn
Als Amateur hatte er seinen ersten Einsatz in der Nationalmannschaft 1948 in der Österreich-Rundfahrt, die er auf dem 4. Platz beendete. 1950 gewann er die Eintagesrennen Vier-Kantone-Rundfahrt, den Preis vom Zürichsee, die Vier-Distrikte-Rundfahrt in Bellinzona und wurde Zweiter in der Strassenmeisterschaft hinter Werner Röthlin. Bei den UCI-Strassen-Weltmeisterschaften 1951 belegte er den 7. Rang im Rennen der Amateure, nachdem er bereits im Jahr zuvor die Weltmeisterschaft bestritten hatte. 1952 siegte er im Grand Prix Lausanne.
Schellenberg war Unabhängiger von 1952 bis 1954 und ab 1955 bis 1960 Berufsfahrer. In der Tour d’Europe 1954 konnte er eine Etappe gewinnen. 1955 siegte er in der Meisterschaft von Zürich vor Carlo Lanfranchi und wurde Dritter der Tour de Romandie. 1957 gewann er die 1. Etappe der Tour de Suisse und wurde damit Träger des Goldtrikots. 1959 siegte er im Rennen Bern–Genf. Die Tour de France fuhr er fünfmal. Seine beste Gesamtplatzierung war 1956 der 47. Rang. Die heimische Tour de Suisse bestritt er achtmal, 1955 konnte er den 6. Platz als bestes Resultat erreichen.